# جوائز بريت لسنة 2018
جوائز بريت لسنة 2018 (The 2018 Brit Awards) هي جائزة موسيقية قدمت في 21 فبراير 2018 بملعب "ذا أو2 أرينا" (بالإنجليزية: the O2 Arena) الموجود في لندن ،لتكون بذلك النسخة الثامنة والثلاثون من جوائز بريت.في 8 ديسمبر 2017 تم الإعلان عن اختيار "جاك وايتهول" (Jack Whitehall) كمقدم للحفل.و قام النحات "أنيش كابور (Anish Kapoor) بتصميم الجائزة التي ستمنح للفائزين.

## أداء

### ما قبل الحفل
| الفنان                  | الأغنية                 | ردة فعل تصنيف المملكة المتحدة للأغاني (week ending 25 January 2018) | ردة فعل تصنيف المملكة المتحدة الألبومات (week ending 25 January 2018) |
| ----------------------- | ----------------------- | ------------------------------------------------------------------- | --------------------------------------------------------------------- |
| بالوما فايث             | "Crybaby"               | N/A                                                                 | (The Architect – 11 (-2                                               |
| كلين بنديت جوليا مايكلز | "Symphony" "I Miss You" | 41 (-5) 4 (+1)                                                      | N/A                                                                   |
| جي هاس                  | "Did You See"           | N/A                                                                 | (Common Sense – 24 (+11                                               |
| ليام باين               | "Strip That Down"       | N/A                                                                 | N/A                                                                   |
| جورجا سميث سترومزي      | "Let Me Down"           | 34 (debut)                                                          | N/A Gang Signs & Prayer – 33 -5                                       |

### العرض الرئيسي
| الفنان                       | الأغنية                                                                  | تفاعل تصنيف المملكة المتحدة للأغاني (week ending 1 March 2018) | تفاعل تصنيف المملكة المتحدة الألبومات (week ending 1 March 2018) |
| ---------------------------- | ------------------------------------------------------------------------ | -------------------------------------------------------------- | ---------------------------------------------------------------- |
| جستين تيمبرلك كريس ستابليتون | "Midnight Summer Jam" "Say Something "                                   |                                                                |                                                                  |
| راغ إن بون مان جورجا سميث    | "Skin"                                                                   |                                                                |                                                                  |
| دوا ليبا                     | "New Rules"                                                              |                                                                |                                                                  |
| إد شيران                     | "Supermarket Flowers"                                                    |                                                                |                                                                  |
| فو فايترز                    | "The Sky Is a Neighborhood"                                              |                                                                |                                                                  |
| ليام غلاغير                  | "Live Forever"                                                           |                                                                |                                                                  |
| سام سميث                     | "Too Good at Goodbyes"                                                   |                                                                |                                                                  |
| كيندريك لامار ريتش ذا كيد    | " KenFeel" "New Freezer"                                                 |                                                                |                                                                  |
| ريتا أورا ليام باين          | "Your Song" "Anywhere" "For You"                                         |                                                                |                                                                  |
| سترومزي                      | "Blinded by Your Grace, Pt. 2" "Untitled Freestyle" "Big for Your Boots" |                                                                |                                                                  |

## المترشحين والفائزين
بالنسبة إلى الترشيحات فإنه قد وقع الإعلان عنها لأول مرة بتاريخ 13 يناير 2018.
| أفضل ألبوم بريطاني للعام | أفضل منتج بريطاني للعام (قدمت بواسطة إد شيران) |
| --- | --- |
| *سترومزي – (بالإنجليزية: Gang Signs & Prayer) - دوا ليبا – دوا ليبا - إد شيران – ÷ - جي هاس – (بالإنجليزية: Common Sense) - راغ إن بون مان – (بالإنجليزية: Human) | - ستيف ماك – (إد شيران / ÷) |
| أفضل أغنية بريطانية للعام | أفضل فيديو بريطاني للعام |
| *راغ إن بون مان – "Human" - كالفين هاريس بالإشتراك مع فاريل ويليامز، كاتي بيري وبيغ شون – "Feels" - كلين بنديت بالإشتراك مع زارا لارسون – "Symphony" - دوا ليبا – "New Rules" - إد شيران – "Shape of You" - جي هاس – "Did You See" - "جاكس جوناس" بالإشتراك مع "راي" – "You Don't Know Me" - جوناس بلو بالإشتراك مع ويليام سينغ – "Mama" - ليام باين بالإشتراك مع كويفو – "Strip That Down" - ليتل ميكس – "Touch" | *هاري ستايلز – "Sign of the Times" - ليتل ميكس – "Touch" - دوا ليبا – "New Rules" - إد شيران – "Shape of You" - هاري ستايلز – "Sign of the Times" - ليام باين بالإشتراك مع كويفو – "Strip That Down" - زين مالك وتايلور سويفت –I Don't Wanna Live Forever" استبعدت - أن-ماري – "Ciao Adios" - كالفين هاريس بالإشتراك مع فاريل ويليامز، كيتي بيري and بيغ شون – "Feels" - كلين بنديت بالإشتراك مع زارا لارسون – "Symphony" - جوناس بلو بالإشتراك مع ويليام سينغ – "Mama" |
| أفضل فنان بريطاني منفرد | أفضل فنانة بريطانية منفردة |
| *سترومزي - إد شيران - ليام غلاغير - لويل كارنير - راغ إن بون مان - سترومزي | *دوا ليبا - جيسي وير - كايت تمبيست - لورا مارلينغ - بالوما فايث |
| أفضل مجموعة بريطانية | أفضل صعود فني |
| *غوريلاز - لندن غرامر - روايال بلاد - وولف أليس - ذا xx | *دوا ليبا - دايف - جي هاس - لويل كارنير - سمفا |
| أفضل فنان عالمي منفرد | أفضل فنانة عالمية منفردة |
| *كيندريك لامار - بيك - دونالد غلوفر - دي جي خالد - دريك | *لورد (مغنية) - أليشيا كيز - بيورك - بينك - تايلور سويفت |
| أفضل مجموعة عالمية | جائزة النقاد (مقدمة من راغ إن بون مان) |
| *فو فايترز - أركايد فاير - هيم - ذا كيلرز - إل سي دي ساوندسيستم | - جورجا سميث - مايبل - ستيفلون دون |

## ألبوم جوائز بريت لسنة 2018
أصدرت الجائزة ألبوم تجميعي وBox set ينقسم إلى أسطوانتين بمجموع 40 أغنية.

### قائمة الأغاني

#### CD 1
| #   | عنوان                              | الفنان الأصلي                                                        | المدة |
| --- | ---------------------------------- | -------------------------------------------------------------------- | ----- |
| 1.  | "غالواي جيرل"                      | إد شيران                                                             | 2:49  |
| 2.  | "هيومن"                            | راغ إن بون مان                                                       | 3:18  |
| 3.  | "ماذا عنا؟"                        | بينك                                                                 | 4:29  |
| 4.  | "تو جود ات جودبايس"                | سام سميث                                                             | 3:22  |
| 5.  | "ريغيتون لينتو (بيليموس)"          | سي إن سي أو وليتل ميكس                                               | 3:07  |
| 6.  | "هافانا"                           | كاميلا كابيلو (بالاشتراك مع يونج ثاج)                                | 3:35  |
| 7.  | "نيو رولز"                         | دوا ليبا                                                             | 3:30  |
| 8.  | "كراي بيبي"                        | بالوما فايث                                                          | 3:53  |
| 9.  | "Ciao Adios"                       | أن-ماري                                                              | 3:21  |
| 10. | "داسك تيل داون"                    | زين مالك (بالاشتراك مع سيا)                                          | 3:56  |
| 11. | "بيغ فور يور بوتس"                 | سترومزي                                                              | 4:01  |
| 12. | "ديد يو سي"                        | جي هاس                                                               | 3:03  |
| 13. | "تينيج فانتازي"                    | جورجا سميث                                                           | 3:48  |
| 14. | "نو وردس"                          | ديف                                                                  | 3:31  |
| 15. | "The Isle of Arran"                | لويل كارنير                                                          | 3:34  |
| 16. | "مشاعر"                            | كالفين هاريس (بالإشتراك مع فاريل ويليامز، كيتي بيري، وبيغ شون)       | 3:43  |
| 17. | "(No One Knows Me (Like the Piano" | سامفا                                                                | 3:37  |
| 18. | "ستريب ذات داون"                   | ليام باين (بالإشتراك مع كويفو)                                       | 3:23  |
| 19. | "ام ذا ون"                         | دي جي خالد (بالإشتراك مع جاستن بيبر، كويفو، تشانس ذا رابر، وليل وين) | 4:47  |
| 20. | "انفورجيتابل"                      | فرنش مونتانا (بالإشتراك مع سوا لي)                                   | 3:51  |

#### CD 2
| #   | عنوان                     | الفنان الأصلي                                                   | المدة |
| --- | ------------------------- | --------------------------------------------------------------- | ----- |
| 1.  | "Run"                     | فو فايترز                                                       | 5:25  |
| 2.  | "وال اوف جلاس"            | ليام غلاغير                                                     | 3:44  |
| 3.  | "ساين اوف ذا تايم"        | هاري ستايلز                                                     | 4:08  |
| 4.  | "Get Out of Your Own Way" | يو تو                                                           | 3:58  |
| 5.  | "إيفري ثينج ناو"          | أركايد فاير                                                     | 5:04  |
| 6.  | "لايتس آوت"               | رويال بلاد                                                      | 3:57  |
| 7.  | "ساتورنز بارز"            | غوريلاز (بالإشتراك مع بوبكان)                                   | 3:02  |
| 8.  | "هولي ماونتن"             | ناول غلاغرز هاي فلاين بيردس                                     | 3:56  |
| 9.  | "اوه مان اوه وومان"       | لندن غرامر                                                      | 4:36  |
| 10. | "I Dare You"              | ذا إكس إكس                                                      | 3:53  |
| 11. | "سامثينغ جست لايك ذيس"    | ذا شينسموكرز (بالإشتراك مع كولدبلاي)                            | 4:05  |
| 12. | "رين"                     | ذا سكرايبت                                                      | 3:28  |
| 13. | "كيم هير فور لوف"         | سيغالا (بالإشتراك مع إيلا مكماهون)                              | 3:22  |
| 14. | "باور"                    | ليتل ميكس (بالإشتراك مع ستروماي)                                | 4:02  |
| 15. | "سيمفوني"                 | كلين بنديت (بالإشتراك مع زارا لارسون)                           | 3:32  |
| 16. | "ماما"                    | جوناس بلو (بالإشتراك مع ويليام سينغ)                            | 3:01  |
| 17. | "باك تو يو"               | لويس توملينسون (بالإشتراك مع بيبي ريكسا، وديغيتال فارم انيمالس) | 3:09  |
| 18. | "وان لاست تايم"           | أريانا غراندي                                                   | 3:15  |
| 19. | "الون"                    | جيسي وير                                                        | 3:38  |
| 20. | "إن كومون"                | أليشيا كيز                                                      | 3:29  |

## خلاف جائزة أفضل فيديو بريطاني للعام
تلقت جوائز بريت لسنة 2018 بعض الانتقادات حينما تم الإعلان عن هاري ستايلز باعتباره الفائز بجائزة أفضل فيديو بريطاني للعام. حيث يتم التصويت للمترشحين من خلال مستخدمي تويتر بواسطة استخدام الهاشتاج، وأظهرت قائمة المترشحين على موقع بريت الرسمي فرقة ليتل ميكس في القمة، حيث احتفظت الفرقة بموقعها في القمة لبضعة أسابيع متتالية. بينما كان هاري ستايلز رقم 2. وخلال فترة التصويت الأخيرة تبادلت مواقع كل منهما عدة مرات إلى أن انتهى التصويت لتصبح فرقة ليتل ميكس في المقدمة مرة أخرى، يليها هاري ستايلز في المرتبة رقم 2. ومع ذلك فاز هاري ستايلز بالجائزة، مما تسبب في غضب بعض مشجعي الفرقة ووجهت اتهامات لجوائز بريت بتزوير الأصوات لهذه الفئة. انتشر الخبر في جميع أنحاء تويتر ومواقع الاخبار. فسرت البريت قائلة إنه قد تم عرض قائمة المترشحين على الموقع الرسمي قبل التحقق من عدد الأصوات النهائي من قبل جمعية الإصلاح الانتخابي وإن القائمة لا تعمل حسب الوقت الحقيقي. كما أكدت جمعية الإصلاح الانتخابي علي سلامة التصويت وأنه لم يتعرض قد للتزوير.